# Nassau (Bahamy)
Nassau – stolica Bahamów, największe i najludniejsze miasto w kraju, położone na wyspie New Providence.
Liczba mieszkańców miasta według statystyk z 2024 wyniosła 316 686.

## Historia
Wyspy Bahama jako pierwszy z Europejczyków zobaczył w 1492 roku Krzysztof Kolumb. Jednak nieurodzajne gleby i brak wody pitnej spowodowały, że Europejczycy przez 150 lat nie interesowali się tym archipelagiem. Opanowali go w 1648 roku Anglicy. Nassau nosiło wówczas nazwę Charles Town na cześć ówczesnego króla Anglii – Karola II. W 1684 roku miasto zostało zniszczone w wyniku hiszpańskiego rajdu. Miasto odbudowano i w 1695 roku przemianowano na Nassau – od króla Wilhelma III z dynastii Orańskiej-Nassau. Na przełomie XVII i XVIII wieku o władzę w tym regionie rywalizowały Hiszpania, Francja i Wielka Brytania. Za konflikty te Bahamy zapłaciły wysoką cenę – w 1703 roku armada hiszpańsko-francuska zburzyła doszczętnie Nassau, a żołnierze splądrowali ruiny.
Kolonię pozostawiono własnemu losowi, a Nassau stało się macierzystym portem korsarzy. Początkowo rabowali oni na zlecenie króla Wielkiej Brytanii wrogie Koronie okręty. Z czasem pozycja Brytyjczyków w Ameryce Północnej wzmocniła się na tyle, że nie potrzebowali dłużej korzystać z usług piratów jako straży przedniej w realizacji imperialnych planów. Poza tym morscy rabusie coraz częściej napadali na brytyjskie statki handlowe. Aby położyć kres zbójeckim praktykom, gubernator Bahamów Woodes Rogers dokonał w stolicy publicznej egzekucji dziewięciu korsarskich kapitanów, za co do dziś czczony jest na wyspach jako bohater.

## Obecnie
Dziś miasto łączy w sobie niepowtarzalny urok Bahamów z nowoczesnością. Jest ono centrum kulturalnym i politycznym Bahamów. Z Nassau połączona jest mostem wysepka Paradise Island, miejsce imponujących hoteli, kasyn, plaż i rozrywki.
Bardzo wiele dzisiejszych promów pasażerskich pływających po Bałtyku jest tam zarejestrowana i pływa pod flagą tego portu. Związane jest to z niskimi podatkami. Przechowuje się tutaj pieniądze z transakcji międzynarodowych: nie ma tu ani podatku dochodowego, ani podatku od zysków, dlatego 400 tutejszych banków i 80 towarzystw ubezpieczeniowych zarządza pieniędzmi klientów z całego świata.

## Miasta partnerskie
- Albany, Stany Zjednoczone
- Detroit, Stany Zjednoczone
- Winston-Salem, Stany Zjednoczone
- Acapulco, Meksyk
- Szanghaj, Chiny
- Parana, Argentyna